# Semik
Knez Semik (v prvih zapisih kot Cemicas, v sodobnem slovenskem poimenovanju razen kot Semik včasih imenovan tudi kot Semika), karantanski knez.
Kot naslednik Pribislava je drugi v zaporedju štirih karantanskih knezov iz časa med 796 in 828, o katerih se nam je neposredno ohranilo le njihovo ime. Zato tega vladarja iz začetka 9. stoletja ne moremo povezovati s tedanjimi dogodki in drugimi osebnostmi. Na splošno so knezi Pribislav, Semik, Stojmir in Etgar vladali v času, ko so bili v tej deželi mejni grofje Goteram, Werinhar, Albrik, Gotafrid in Gerold. Mejni grof Goteram je morda uradoval že od leta 796, zanesljivo šele od leta 799, njegovo uradovanje pa se je zaključilo že pred letom 805. Ker se njegovo uradovanje gotovo vsaj delno prekriva z vladavino Pribislava, lahko vladavino Semika postavimo približno v prvo desetletje 9. stoletja. Ime Semik je okrajšava oziroma različica imena Semislav, ki izvira iz slovanskega korena *sěmь v pomenu družina, osebnost.

## Zunanji viri
- Kos Milko (1902).Gradivo za zgodovino Slovencev v srednjem veku . Ljubljana, Lenova družba.
- -- (1934). Conversio Bagoariorum et Carantanorum Arhivirano 2005-05-28 na Wayback Machine.. Razprave znanstvenega društva v Ljubljani 11, Historični odsek 3.
- Makarovič Gorazd (2001). Pričevanja imen o Alpskih Slovankah. Etnolog, letnik 2001, številka 11.